# (1900) Катюша
(1900) Катюша — астероид главного пояса, который принадлежит к светлому спектральному классу S. Он был открыт 16 декабря 1971 года советским астрономом Тамарой Смирновой в Крымской астрофизической обсерватории.
Назван 20 февраля 1976 года (Циркуляр № 3936)в честь лётчицы Екатерины Зеленко, Героя Советского Союза — единственной женщины, осуществившей воздушный таран.
Тиссеранов параметр относительно Юпитера — 3,638.